# 江湾体育场站
江湾体育场站位于中华人民共和国上海市杨浦区五角场淞沪路与政通路交叉口，车站主体位于淞沪路路面下，呈南北向，是上海地铁10号线的地铁车站。于2010年4月10日启用。
本站是10号线小交路的终点站，部分从航中路、虹桥火车站开来的列车在本站清客进行折返。

## 车站结构

### 车站楼层
江湾体育场站共有3层。地面为车站出口，地下一层为车站大厅，地下二层为10号线站台。
| 地面层   | 出入口             | 1-14出入口                              |  |  |
| 地下一层 | 站厅               | 票务服务、自动售票机、人工服务台        |  |  |
|          | 商业层             | 太平洋森活天地商业街                    |  |  |
| 地下二层 | ①站台              | █ 10号线 往虹桥火车站或航中路（五角场） |  |  |
|          | 岛式站台，左侧开门 |                                         |  |  |
|          | ②站台              | █ 10号线 往基隆路（三门路）             |  |  |

- 站厅
- 站台
- 站台末端

### 站台
本站设有2个站台，共同使用一个岛式站台。其中一个供往基隆路方向列车使用，另一个供往虹桥火车站、龙溪路方向列车使用。

## 出口

地铁五角场站、江湾体育场站及附近地下空间综合开发示意图

江湾体育场站设有14个出口，但上海地铁官方只承认该站拥有3个出入口，剩余的4-14号口所属于该站站内开设的“太平洋森活天地”商业街（这些出口在未开放时曾经使用过上海地铁标识，但开通后相关标识被撤下并改为商业街标识，仅保留编号）。车站本体和森活天地商业街都有前往其他商场的通道。
|          |                                |      |  |
| 出口编号 | 建议前往目的地                 | 照片 |  |
| 1号口    | 淞沪路、政通路                 |      |  |
| 2号口    | 淞沪路、政通路                 |      |  |
| 3号口    | 百联又一城                     |      |  |
| 4号口    | 淞沪路                         |      |  |
| 5号口    | 淞沪路、政通路                 |      |  |
| 6号口    | 淞沪路、政通路                 |      |  |
| 7号口    | 淞沪路、政民路                 |      |  |
| 8号口    | 淞沪路、政民路、智星路         |      |  |
| 9号口    | 淞沪路、智星路、大学路         |      |  |
| 10号口   | 淞沪路、政学路、智星路         |      |  |
| 11号口   | 淞沪路、江湾体育场             |      |  |
| 12号口   | 淞沪路、江湾体育场             |      |  |
| 13号口   | 淞沪路、江湾体育场             |      |  |
| 14号口   | 江湾体育场公交枢纽（暂未开放） |      |  |

## 接驳交通

### 公交
8、55、59、60、61、90、99、102、133、139、140、168、187、307、325、329、405、406、453、537、538、559、713、749、758、812、817、819、842、850、854、910、937、942、960、966、991、大桥三线、大桥五线、机场四线

## 车站周边
- 江湾体育场
- 百联又一城购物中心